# 24191 Цяочуюань
24191 Цяочуюань (24191 Qiaochuyuan) — астероїд головного поясу, відкритий 6 грудня 1999 року.
Тіссеранів параметр щодо Юпітера — 3,345.